# Maytenus myrsinoides
Maytenus myrsinoides är en benvedsväxtart som beskrevs av Reiss. Maytenus myrsinoides ingår i släktet Maytenus och familjen Celastraceae. Inga underarter finns listade.